# Marjo van Agt
Maria (Marjo) van Agt-Ruyters (Kerkrade, 13 mei 1958) is een voormalige Nederlandse atlete, die zich had toegelegd op de sprint. Vooral op de 400 m boekte zij successen. Op dit langste sprintonderdeel veroverde zij in de jaren tachtig een viertal nationale titels.

## Loopbaan
Van Agt, die lid was van het Eindhovense PSV Atletiek, maakte, nog onder haar meisjesnaam, haar eerste opwachting op nationaal niveau bij de Nederlandse indoorkampioenschappen in 1980, waar zij de finale van de 60 m bereikte, om daarin als vijfde te eindigen. In volgende jaren zou blijken, dat ze op dit kortste sprintonderdeel op die klassering een abonnement leek te hebben. Haar eerste NK-medaille veroverde zij nog in datzelfde jaar: bij de NK in Sittard eiste zij op de 100 m achter Els Vader het zilver voor zich op. 
Van Agt, die tot en met 1987 jaarlijks wel op een NK te vinden was, meestal zowel in- als outdoor, werd vanaf 1982 een vaste verzamelaarster van eremetaal. Aanvankelijk was zij vooral succesvol op de 200 m, hoewel altijd op gepaste afstand van de ongenaakbare Els Vader. Meer dan zilver zat er voor haar in die jaren niet in.
Vanaf 1983 manifesteerde de Eindhovense atlete zich echter ook op de 400 m en die omschakeling bleek een gouden greep, want het leverde haar tussen 1983 en 1986 vier nationale titels op, eenmaal indoor en driemaal outdoor. In 1986 bereikte zij op dit onderdeel haar hoogtepunt met een PR van 52,93 s. Deze prestatie kwam tot stand tijdens de FBK Games in Hengelo en zou slechts een dikke halve seconde van het Nederlandse record verwijderd zijn geweest, als juist in diezelfde wedstrijd Els Vader – alweer zij – het Nederlandse record niet had verbeterd door een seconde harder te lopen: 51,92.
Daarna was het beste er vanaf. Nog eenmaal veroverde Van Agt in 1987 zilver, tijdens de NK in Leiden op de 200 m achter de plaatselijke favoriete Yvonne van Dorp, die zich dat jaar op de 400 m als opvolgster van de Brabantse aandiende. Voor Van Agt was dit het laatste optreden op een nationaal kampioenschap.

## Nederlandse kampioenschappen
Outdoor
| Onderdeel | Jaar             |
| --------- | ---------------- |
| 400 m     | 1983, 1985, 1986 |

Indoor
| Onderdeel | Jaar |
| --------- | ---- |
| 400 m     | 1984 |

## Persoonlijke records
Outdoor
| Onderdeel | Prestatie | Datum             | Plaats   |
| --------- | --------- | ----------------- | -------- |
| 100 m     | 11,92 s   | 14 augustus 1985  | Hechtel  |
| 200 m     | 24,01 s   | 5 juli 1987       | Breda    |
| 400 m     | 52,93 s   | 27 juni 1986      | Hengelo  |
| 800 m     | 2.11,1    | 14 september 1984 | Nijmegen |

## Palmares

### 60 m
- 1980: 5e NK indoor – 8,05 s
- 1982: 5e NK indoor – 7,79 s
- 1986: 5e NK indoor – 7,81 s

### 100 m
- 1980:  NK – 12,03 s
- 1981: 5e NK – 12,24 s
- 1982: 4e NK – 12,10 s
- 1984:  Gouden Spike – 11,86 s
- 1986:  Gouden Spike – 11,94 s
- 1987: 5e NK – 11,95 s

### 200 m
- 1980: 4e NK – 24,84 s
- 1981: 7e NK – 25,29 s
- 1982:  NK indoor – 25,18 s
- 1982:  NK – 24,14 s
- 1983:  NK indoor – 25,25 s
- 1983: 4e NK – 24,30 s
- 1984:  Gouden Spike – 23,92 s
- 1984: 5e NK – 24,40 s
- 1984:  Nacht van de Atletiek - 24,26 s
- 1986:  NK indoor – 24,82 s
- 1986:  Gouden Spike – 24,08 s
- 1987:  NK – 24,26 s (+2,34 m/s)

### 400 m
- 1983:  NK – 54,82 s
- 1984:  NK indoor – 55,58 s
- 1985:  NK indoor – 55,41 s
- 1985:  NK – 53,41 s
- 1986: 5e West Athletic in Barcelona – 54,56 s
- 1986:  FBK Games – 52,93 s
- 1986:  NK – 53,61 s